# Scratch My Back (film 1907)
Scratch My Back è un cortometraggio muto del 1907. Non si conosce il nome del regista che non viene riportato nei credit.

## Trama
Il prurito alla schiena assale un uomo che non riesce a grattarsi finché non finisce per cercare sollievo grattandosi contro un poliziotto.

## Produzione
Il film fu prodotto dalla Gaumont British Picture Corporation.

## Distribuzione
Distribuito dalla Gaumont British Distributors e dalla Kleine Optical Company, uscì nelle sale cinematografiche britanniche nel luglio 1907.